# Ivan Vrdoljak
Ivan Vrdoljak (Osijek, 22. lipnja 1972.) hrvatski poduzetnik i bivši političar. Vlasnik je tvrtke Livit d.o.o. i privatni investitor, a u političkoj karijeri je obnašao niz odgovornih dužnosti: bio je predsjednik Hrvatske narodne stranke - liberalnih demokrata, saborski zastupnik i potpredsjednik Hrvatskog sabora, ministar graditeljstva i prostornog uređenja te ministar gospodarstva u dvanaestoj Vladi Republike Hrvatske.

## Obrazovanje
Ivan Vrdoljak rođen je u Osijeku gdje je završio osnovnu školu, gimnaziju (smjer matematika-informatika) i Elektrotehnički fakultet na kojem je i diplomirao elektrotehniku. Jedan je od osnivača i voditelja Osječkog kluba studenata elektrotehnike (1993.) i voditelj lokalnog odbora studentske organizacije IAESTE na Elektrotehničkom fakultetu u Osijeku. Završio je Akademiju za politički razvoj Vijeća Europe, generacija 2005. godine.

## Početak poslovne karijere
Na početku radnog vijeka radio je u tvrtki RPM Engeharia u Brazilu kao projektant, u Novoj livani u Osijeku kao inženjer-pripravnik te u tvrtki Neo inženjering kao voditelj projekata u procesima automatizacije i upravljanja. Zajedno sa suradnicima 2001. godine osniva tvrtku ATO Inženjering u Osijeku, u kojoj je bio i direktor. Iz vlasničke strukture tvrtke ATO inženjering izlazi 2008. godine radi preuzimanja dužnosti zamjenika gradonačelnika Grada Osijeka.

## Političko djelovanje
Ivan Vrdoljak je od 2000. do kraja 2011. godine obnašao vodeće dužnosti u HNS-u grada Osijeka i Osječko-baranjske županije te odgovorne dužnosti u lokalnoj samoupravi – 2004. postaje vijećnik u Županijskoj skupštini Osječko-baranjske županije, 2006. je izabran za vijećnika u osječkom Gradskom vijeću, a 2008. za zamjenika gradonačelnika grada Osijeka zaduženog za društvene djelatnosti i gospodarstvo. 
Na parlamentarnim izborima 2011. na listi Kukuriku koalicije (HNS, SDP, IDS, HSU)[3] po prvi puta je izabran u Hrvatski sabor, ali umjesto saborskog zastupnika postaje ministar u dvanaestoj Vladi RH – prvo kao ministar graditeljstva i prostornog uređenja, a godinu dana kasnije kao ministar gospodarstva. 
U Hrvatski sabor biran je još dva puta, 2015. i 2016. godine, oba puta s najvećim brojem preferencijalnih glasova na listi, u oba navrata s više od osam tisuća glasova.  
2016. godine izabran je za predsjednika Hrvatske narodne stranke – liberalnih demokrata, a nakon formiranja devetog saziva Sabora izabran je i za potpredsjednika Hrvatskog sabora. U lipnju 2017. godine podnosi ostavku na sve političke dužnosti, da bi u prosincu iste godine ponovno bio izabran za predsjednika stranke. 2020. godine završetkom mandata predsjednika stranke Ivan Vrdoljak završava i aktivnu političku karijeru.

## Nastavak poslovne karijere
Ivan Vrdoljak je osnovao tvrtku Livit d.o.o. u rujnu 2018. godine, u skladu sa zakonskim obvezama o proteku godine dana od završetka dužnosničkog mandata. Tvrtka Livit je nositelj globalnog projekta „The Economist: Svijet u idućoj godini“ u Republici Hrvatskoj, a projekt se sastoji od diplomatsko-poslovne konferencije i izdavanja istoimenog globalnog magazina na hrvatskom jeziku. Tvrtka Livit se bavi i zaštitom okoliša kroz oporabu otpada, a za taj dio poslovanja je zadužena sestrinska tvrtka Eko Livit d.o.o.
Ivan Vrdoljak je i privatni investitor u nekoliko različitih projekata – u stanogradnju u Splitu, u turizam u Rovinju te u globalni projekt planinarskih avantura Highlander koji su pokrenuli hrvatski entuzijasti iz Osijeka. U projektu Highlandera Ivan Vrdoljak nije samo jedan od investitora, nego ima i ulogu glavnog financijskog direktora.  